# Kościół św. Jadwigi Śląskiej w Żelaznej
Kościół św. Jadwigi Śląskiej – rzymskokatolicki kościół parafialny w miejscowości Żelazna (powiat brzeski, województwo opolskie). Świątynia należy do parafii św. Jadwigi Śląskiej w Żelaznej w dekanacie Grodków, diecezji opolskiej. Dnia 17 lutego 1966 roku pod numerem 1161/66 kościół został wpisany do rejestru zabytków województwa opolskiego.

## Historia kościoła
Późnobarokowy kościół w Żelaznej został wybudowany w 1781 roku. Kilkakrotnie był przebudowywany, m.in. w 1924 i 1962 roku. Długi czas był kościołem filialnym parafii św. Marcina Biskupa w Lipowej. W 1918 roku, gdy w Żelaznej została utworzona lokalia, kościół stał się kościołem parafialnym.